# كاثرين لي سكوت
كاثرين لي سكوت (بالإنجليزية: Kathryn Leigh Scott)‏ هي منتجة أفلام وكاتِبة وممثلة أمريكية، ولدت في 26 يناير 1945 بروبينسدل في الولايات المتحدة.

## أعمال

### أفلام
- (1974) غاتسبي العظيم

## وصلات خارجية
- كاثرين لي سكوت على موقع IMDb (الإنجليزية)
- كاثرين لي سكوت على موقع تيرنر كلاسيك موفيز (الإنجليزية)
- كاثرين لي سكوت على موقع إن إن دي بي (الإنجليزية)
- كاثرين لي سكوت على موقع قاعدة بيانات الفيلم (الإنجليزية)